# أبراهام إيزاك بيرولد
إبراهيم إيزاك بيرولد (بالإنجليزية: Abraham Izak Perold)‏ (20 أكتوبر 1880 – 11 ديسمبر 1941) هو كيميائي وطبيب أعصاب جنوب إفريقي. تلقى تعليمه في جنوب إفريقيا وألمانيا، واشتهر بيرولد بتطوير عنب الباينوتج "Pinotage" في عام 1925، كما قدم بيرولد 177 نوعًا من أنواع العنب في جنوب إفريقيا وأصبح أول أستاذ في زراعة الكروم بجامعة ستيلينبوش، ثم أصبح عميدًا لكلية الزراعة في الجامعة.